# Distretto di Santa Cruz (Loreto)
Il distretto di Santa Cruz è uno dei sei distretti della provincia di Alto Amazonas, in Perù. Si trova nella regione di Loreto e si estende su una superficie di 1.093,61 chilometri quadrati.
Istituito il 7 febbraio 1866, ha per capitale la città di Santa Cruz.